# Třída Lejtěnant Ilin
Třída Lejtěnant Ilin (jinak též třída Kapitan Izylmetěv, správným českým přepisem Lejtěnant Iljin) byla třída torpédoborců ruského carského námořnictva z doby první světové války. Celkem bylo postaveno pět jednotek této třídy, přičemž další tři zůstaly nedokončeny. Nasazeny byly v první světové válce a některé také v druhé světové válce. Zahraničními uživateli třády byly Estonsko a Peru.

## Stavba
Rozestavěno bylo osm jednotek této třídy. Do konce první světové války byly dokončeny tři, přičemž ve druhé polovině 20. let byly pro sovětské námořnictvo dostavěny ještě dva torpédoborce. Stavba zbývajících tří torpédoborců byla zrušena roku 1916. Později byly orzebrány.
Jednotky třídy Lejtěnant Ilin:
| Jméno                                                     | Založení kýlu | Spuštěna | Vstup do služby | Osud |
| --------------------------------------------------------- | ------------- | -------- | --------------- | --- |
| Lejtěnant Ilin                                            | 1913          | 1914     | prosinec 1916   | Roku 1919 přejmenován na Garibaldi, roku 1922 přejmenován Trockij a roku 1928 na Vojkov, vyřazen 1950.                                                                    |
| Kapitan Izylmetěv                                         | 1913          | 1914     | červenec 1916   | Roku 1922 přejmenován na Lenin, potopen 24. června 1941. |
| Kapitan I. ranga Miklucha-Maklaj (ex Kapitan Kingsbergen) | 1914          | 1915     | prosinec 1917   | Roku 1918 přejmenován na Spartak, zajat Brity a předán Estonsku, estonské námořnictvo jej provozovalo jako Wambola, 1933 prodán Peru jako Almirante Villar, vyřazen 1954. |
| Karl Libkněcht (ex Kapitan Belli)                         | 1913          | 1915     | srpen 1928      | Vyřazen 1954. |
| Rykov (ex Kapitan Kern)                                   | 1913          | 1915     | říjen 1927      | Roku 1937 přejmenován na Ždanov, roku 1939 na Valerijan Kujbyšev, vyřazen 1954.                                                                                           |
| Kapitan Kanon-Zotov                                       | 1913          | 1915     | –               | Stavba zrušena, rozebrán 1923. |
| Kapitan Kroun                                             | 1914          | 1916     | –               | Stavba zrušena, rozebrán 1923. |
| Lejtěnant Dubasov                                         | 1913          | 1916     | –               | Stavba zrušena, rozebrán 1923. |

## Konstrukce

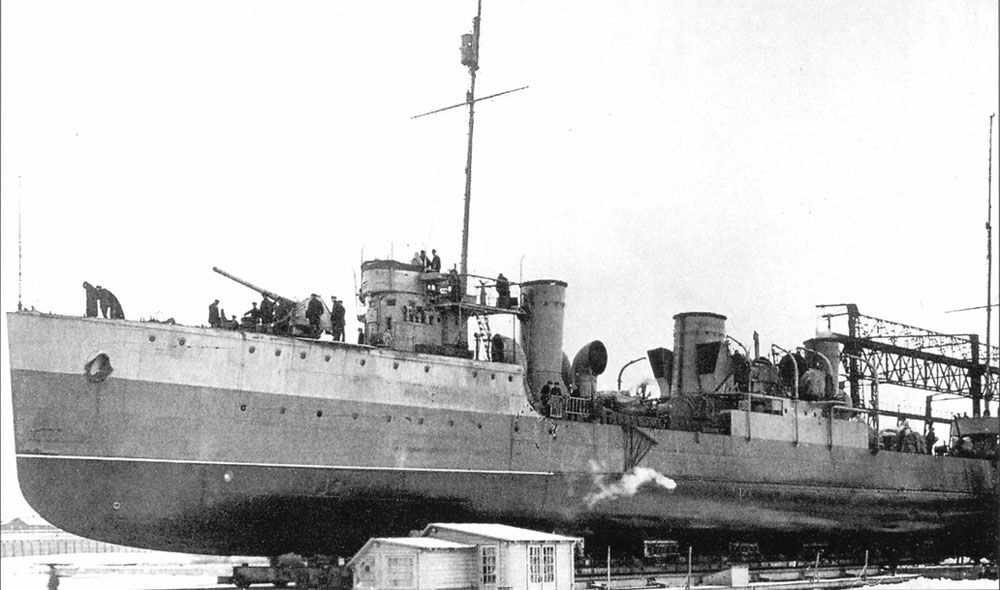
Estonský torpédoborec Wambola

Torpédoborce Rykov a Karl Libknecht, dokončené ve 20. letech, byly vyzbrojeny čtyřmi 102mm kanóny, jedním 76mm kanónem, dvěma 7,62mm kulomety Maxim, třemi trojhlavňovými 457mm torpédomety a až 50 minami. Pohonný systém měl výkon 31 500 hp. Tvořily jej dvě parní turbíny Brown-Boveri a pět kotlů Vulkan, pohánějících dva Lodní šrouby. Nejvyšší rychlost dosahovala 34 uzlů. Dosah byl 1800 námořních mil při rychlosti 16 uzlů.